# Pokr Sariar
Pokr Sariar (in armeno Փոքր Սարիար?) è un comune di 266 abitanti (2001) della provincia di Shirak in Armenia.